# Kloster Museum St. Märgen

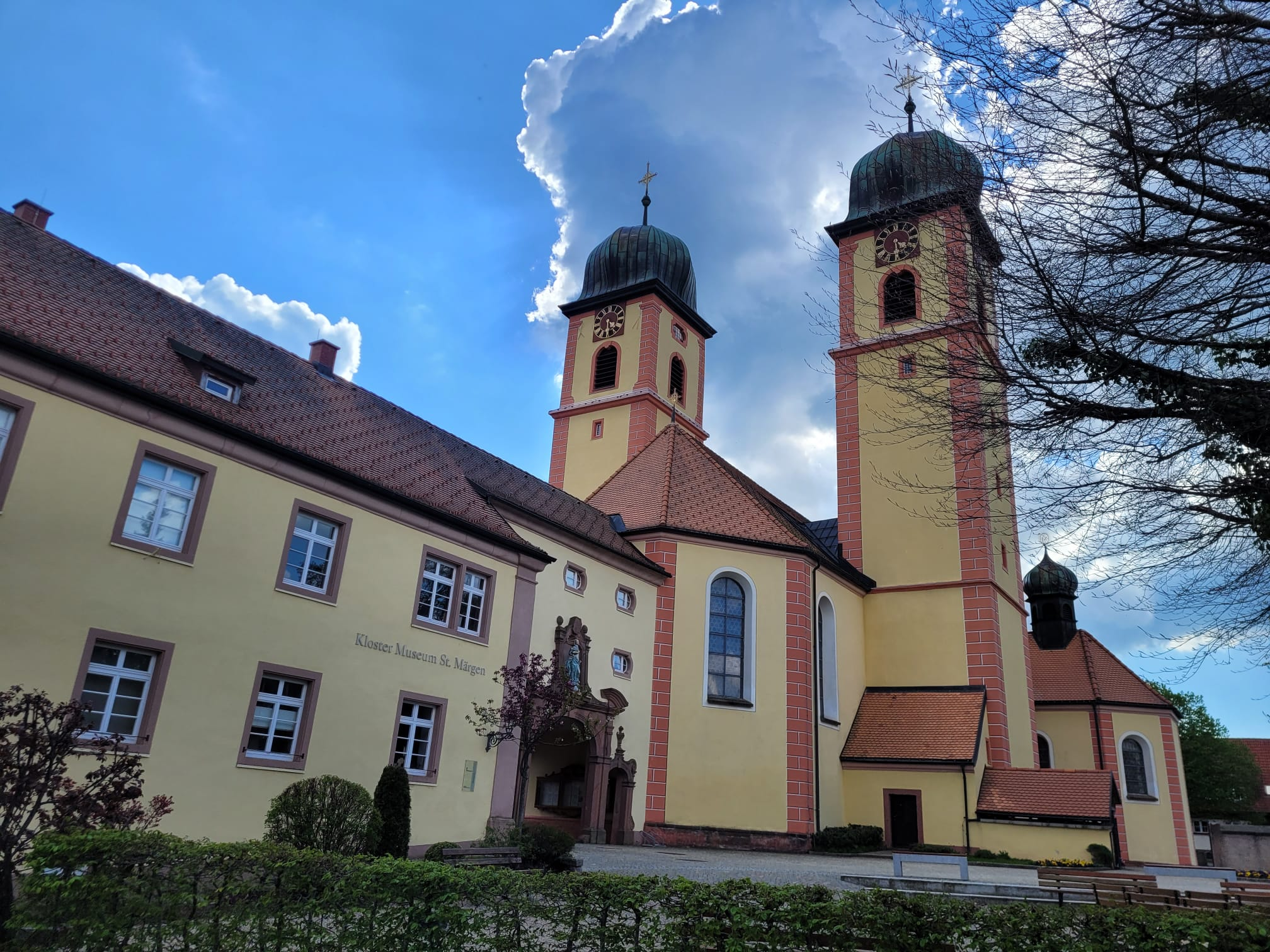
Klostermuseum St. Märgen im Komplex des historischen Klosterensembles

Das Kloster Museum befindet sich in den Räumen des historischen Klosters St. Märgen und bietet in einer Dauer- und wechselnden Sonderausstellungen einen Überblick über das kulturelle Leben sowie die wechselhafte Historie von St. Märgen. Dazu gehört auch eine Sammlung an historischen Dokumenten, Gemälden, historischen Uhren sowie bildhauerischen Arbeiten und Reliquien überwiegend von Künstlern, deren Schaffen direkt mit St. Märgen in Verbindung stand.

## Geschichte des Museums
Das Museum geht auf die Privatsammlung des Ratsschreibers und Heimatkundlers Andreas Schwär mit Exponaten zur Schwarzwälder Uhren- und Heimatgeschichte zurück, die dieser erstmals 1968 der Öffentlichkeit präsentierte.
1979 erwarb die Gemeinde St. Märgen die Sammlung Schwär, welche fortan den Grundstock für das neue Heimatmuseum bilden sollte. In den Folgejahren wurde die Sammlung unter dem pensionierten Rektor Ernst Hug sowie dem Gemeindediener Josef Schwär stark erweitert, mündend in einer ersten Ausstellung 1988 unter dem Titel „Die Schwarzwalduhr und alte Hinterglasbilder“.
1991 wurde das „Heimatmuseum St. Märgen“ eröffnet mit der erweiterten Ausstellung „Schwarzwälder Uhren, Hinterglasmalerei und religiöse, bäuerliche Kunst“.
Mit dem altersbedingten Rückzug von Ernst Hug bildete sich 2000 ein ehrenamtlicher Förderkreis aus Sponsoren, Leihgebern und lokalen Museumsenthusiasten, der seither sowohl den Betrieb des Museums als auch die Gestaltung der Dauer- und Sonderausstellungen organisiert.
Mit dem Umzug der Gemeindeverwaltung übernahm das Museum ab 2007 den kompletten Nordostflügel des Klosters St. Märgen.

## Dauerausstellungen

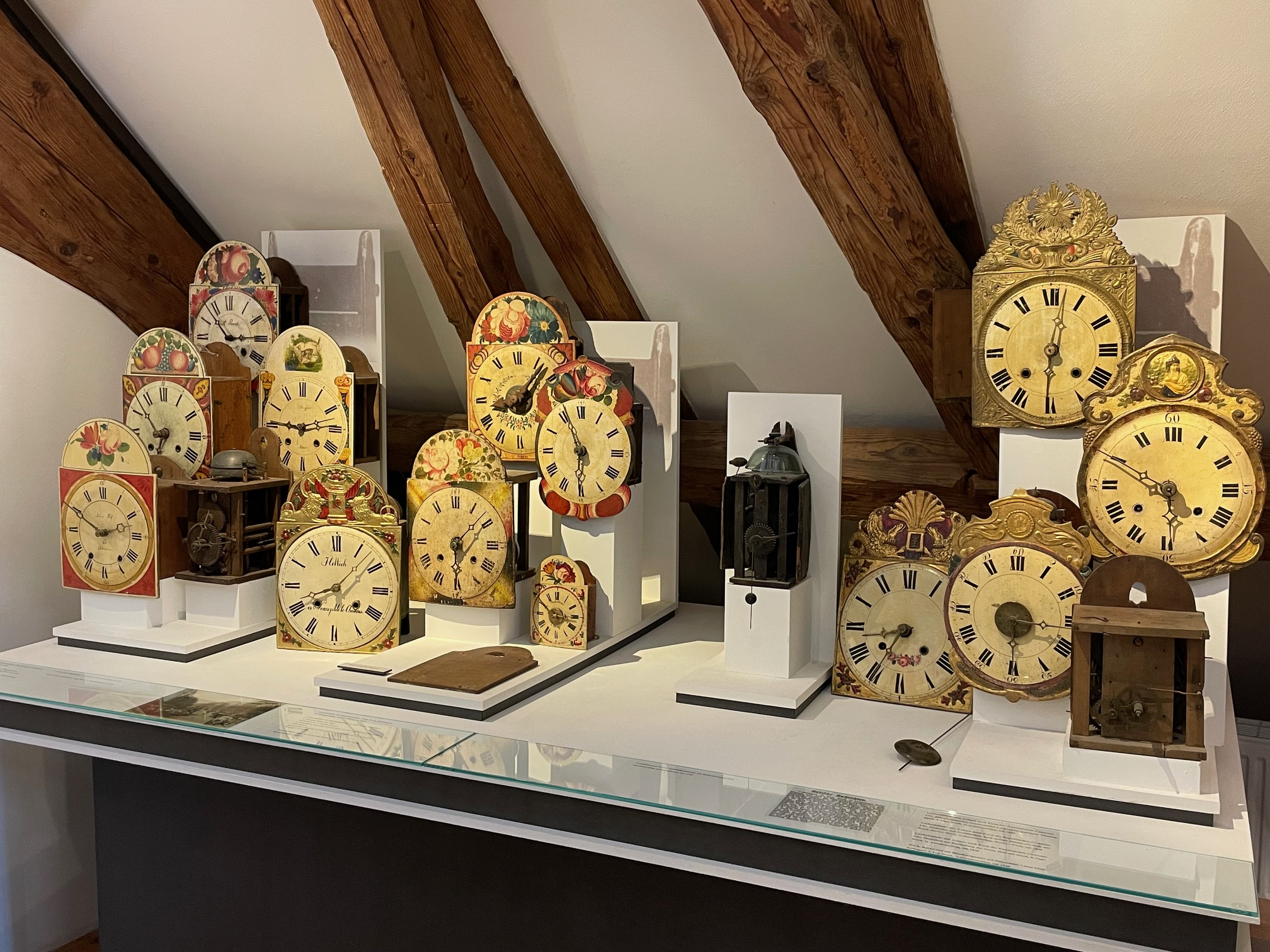
Vielfalt St. Märgener Uhrenfabrikate

### Schwarzwalduhr
Mit diesem bis heute populären landschaftstypischen Produkt verbinden sich Klischees vom Kuckuck bis zum einsamen Uhrmacher. Die chronologisch aufgebaute Ausstellung zeigt die ganze Bandbreite der Uhrwerke und der geschnitzten und gemalten Schilder.

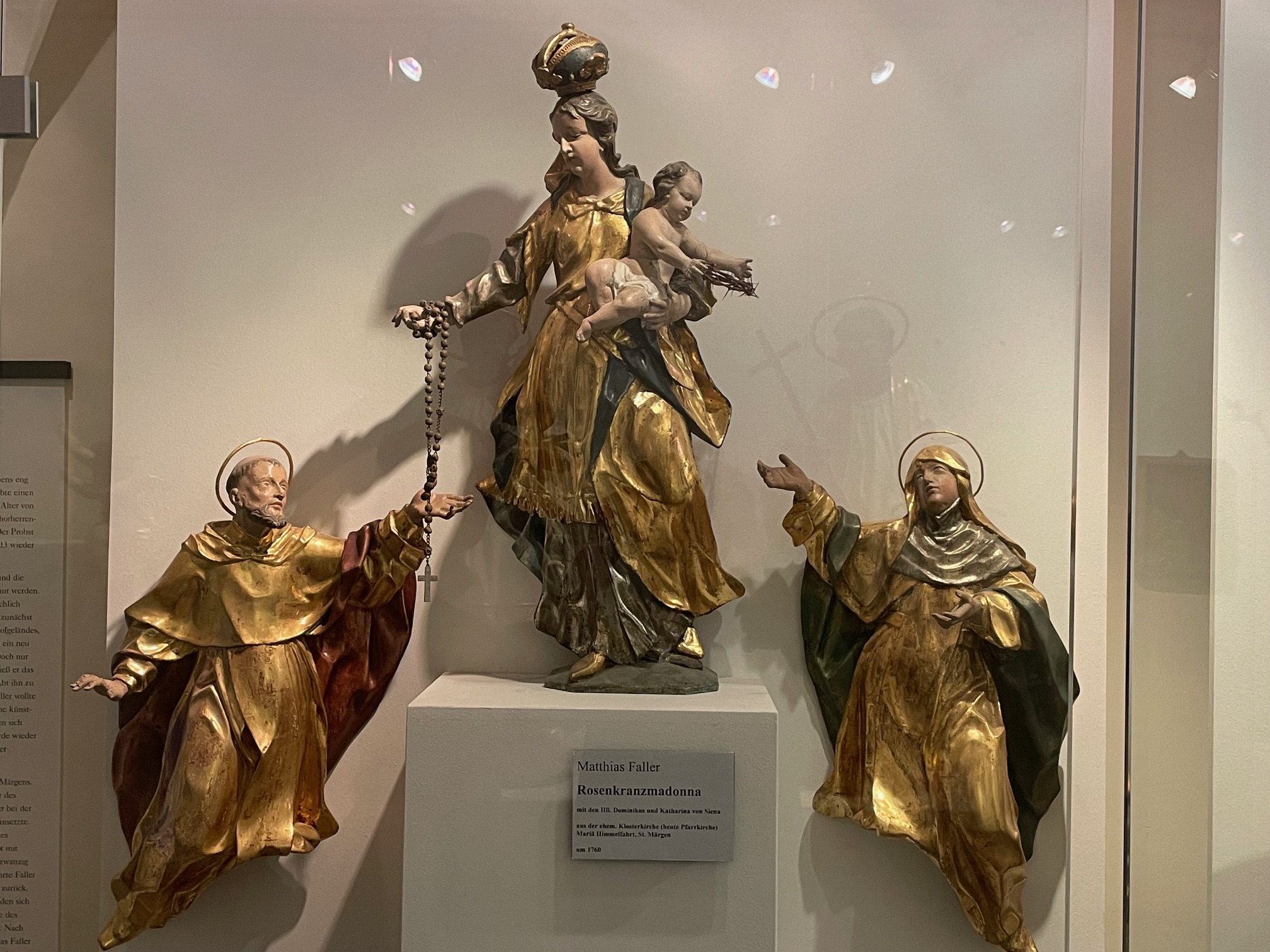
Rosenkranzmadonna mit Hl. Dominikus und Hl. Katharina v. Matthias Faller 1. Hälfte 18. Jahrhundert

### Matthias Faller – Klosterbildhauer
Leben und ausgewählte Werke des Klosterbildhauer Matthias Faller.

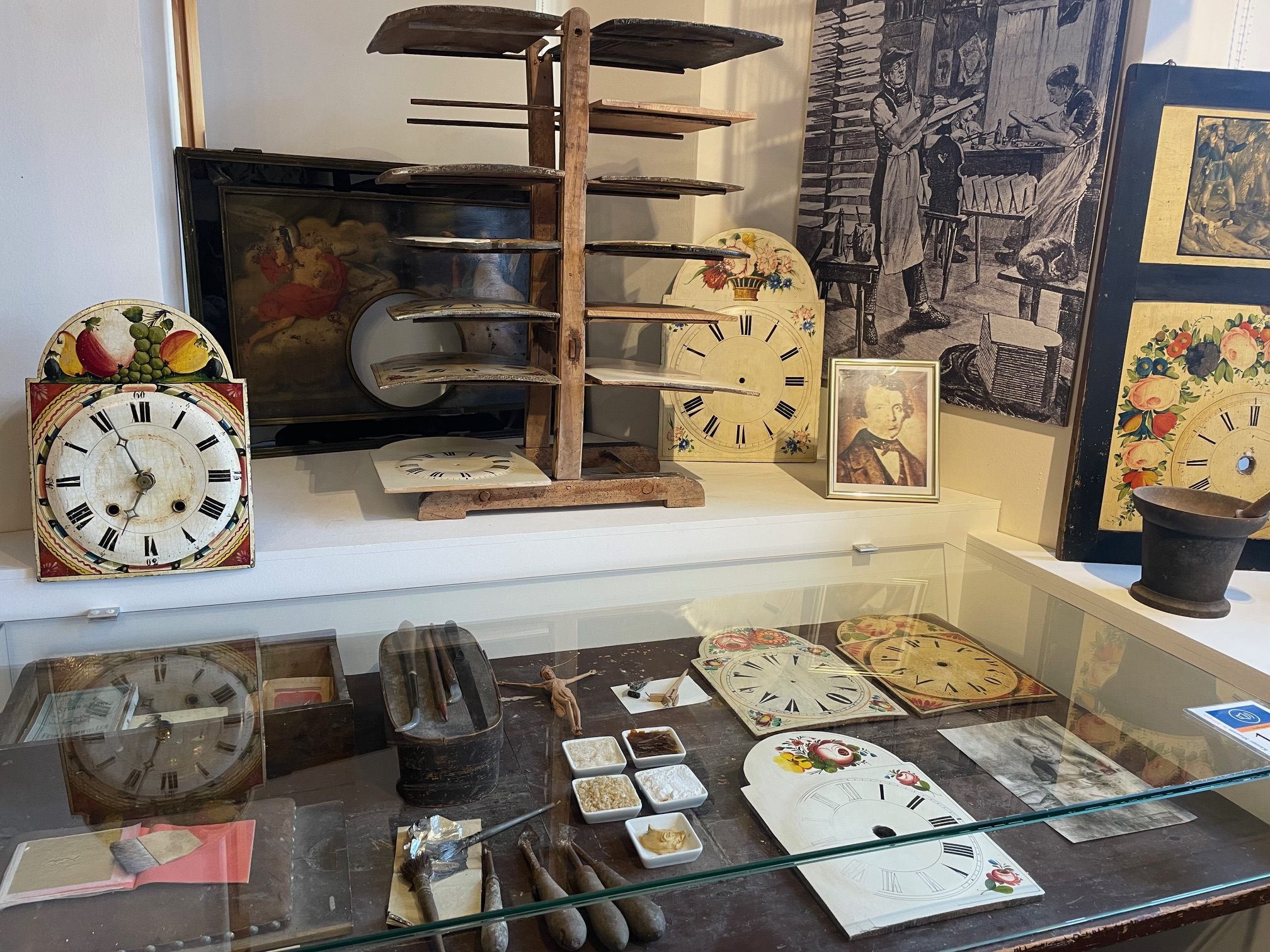
Serienproduktion Schwarzwälder Uhren für den weltweiten Export

### Reise ins Uhrenland
Bereits ab dem 18. Jahrhundert vertrieben St. Märgener Uhrenhändler fern der Heimat ihre Ware, nicht nur in Europa, sondern in vielen Häusern weltweit. Die Ausstellung zeigt die Handelswege und begleitet persönliche Schicksale wie das des Uhrenhändlers Andreas Löffler.

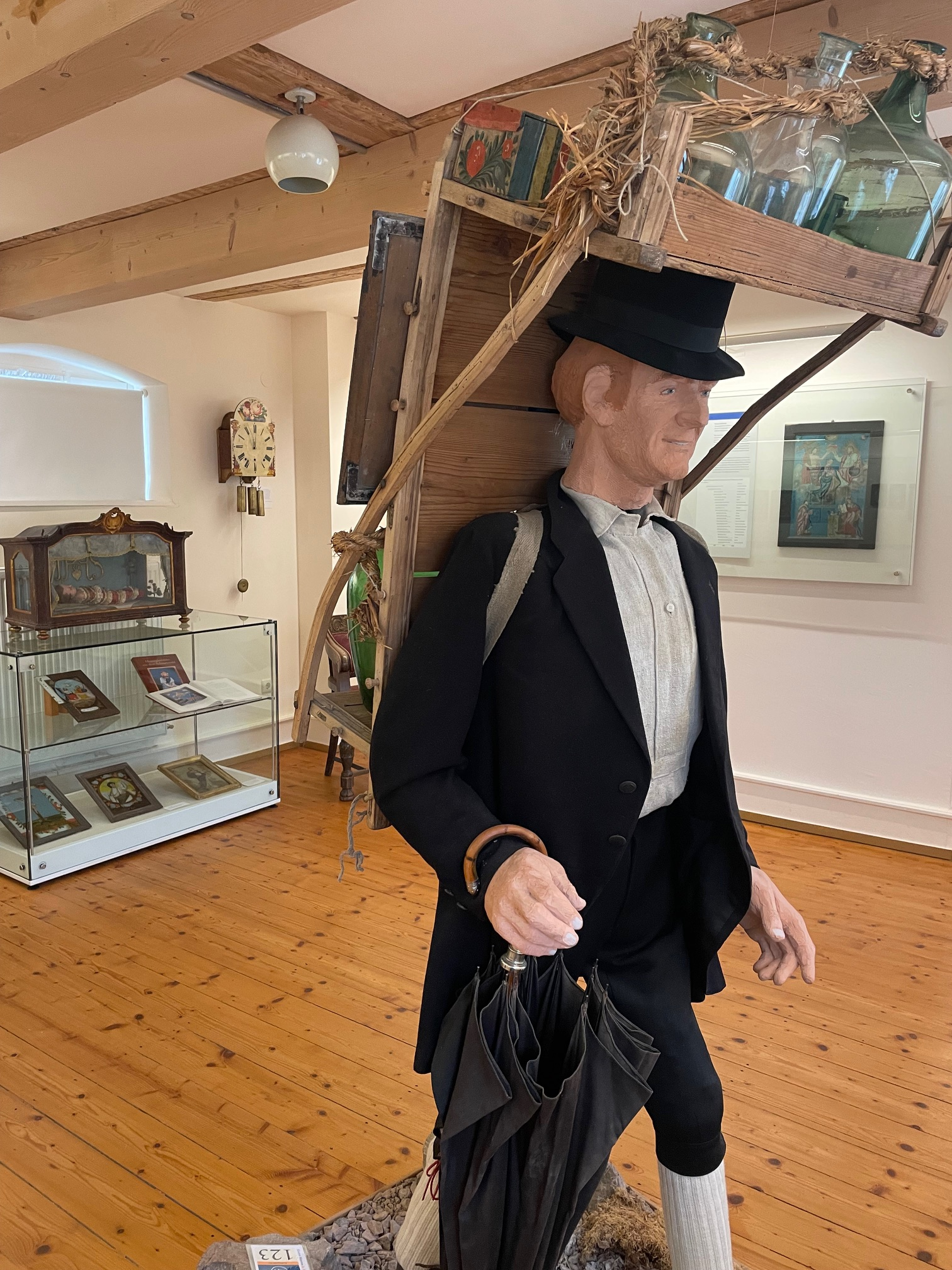
Schwarzwälder Glasgestaltung ab dem 18. Jahrhundert

### Schwarzwälder Hinterglasmalerei
Die Schwarzwälder Hinterglasmalerei steht in enger Verbindung mit der Wallfahrt. Die Entwicklung und der Vertrieb der für den Wallfahrtsort Sankt Märgen bedeutenden Schwarzwälder Hinterglasmalerei werden neben anderen Handwerken und der Trachtenstickerei im Museum gezeigt

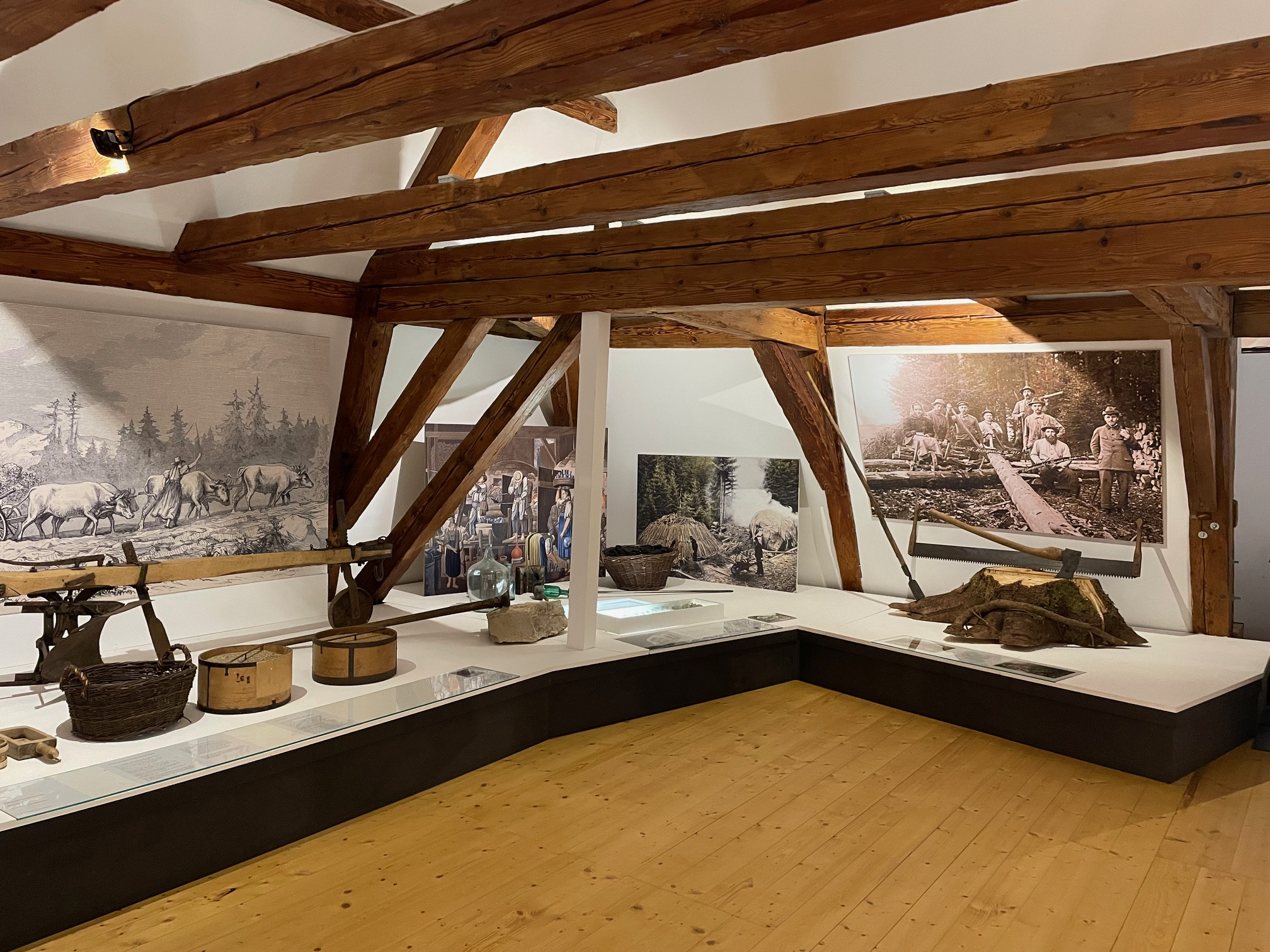
Aus dem Schwarzwälder Alltag im 18.- und 19. Jahrhundert

### Schwarzwälder Leben
Der Schwarzwaldübergang bei St. Märgenwar seit jeher von strategischer Bedeutung, immer wieder kam es zu kriegerischen Auseinandersetzungen. Vom Dreißigjährigen Krieg bis zum Ersten Weltkrieg reicht die Zeitspanne der Zeugnisse, die vom abenteuerlichen Soldatenleben und dem tödlichen Ernst der Schützengräben erzählen.

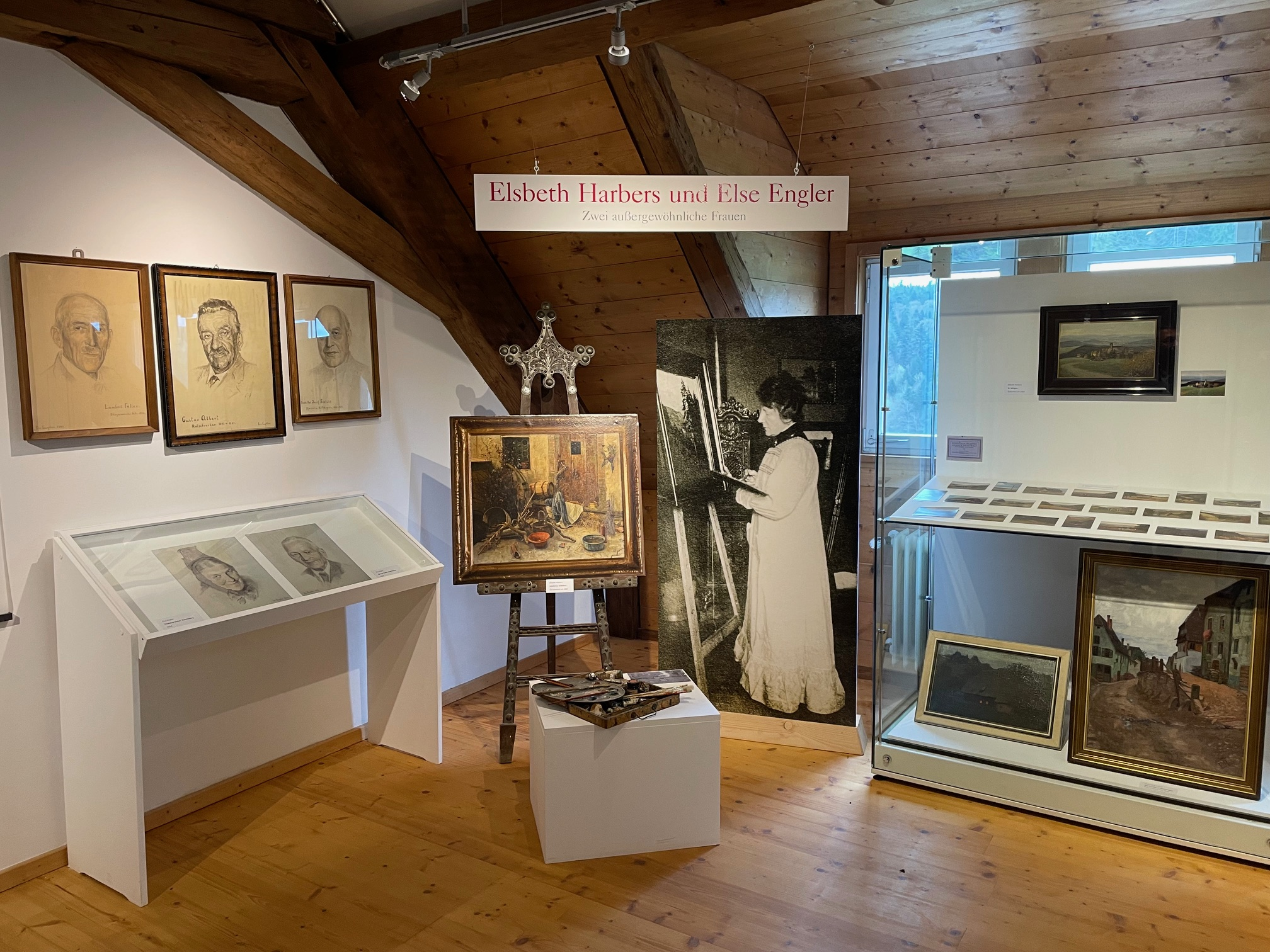
Dauerausstellung zu bildenden Künstlern mit direktem Bezug zu St. Märgen

### Schwarzwald als Ort der Inspiration
Diese Ausstellung beschäftigt sich mit bildenden Künstlern, die St. Märgen häufig und über längere Zeiträume als Ort der Stille und Inspiration aufgesucht haben. Gezeigt werden u. a. Arbeiten von Else Engler und Elisabeth Harbers.

## Sonderausstellungen
- 1991 zum 200. Todestags des Klosterbildhauers Matthias Faller[2][3]
- 2007 „Matthias Faller - der Barockbildhauer aus dem Schwarzwald“
- 2010 zu Ehren des Malers Gustav Traub[4]
- 2011 „Schwarzwälder Leben“[5]
- 2012 zum 50. Todestags des Holzbildhauers Egon Hummel[6]
- 2013–14 zu den Werken der Holzbildhauerin Ursula Schrumpf[7]
- 2015 „Schwarzwalduhren, altes Handwerk – Neu“
- 2016 „Badisches Volksleben“[8]
- 2018 Jubiläumsausstellung zur 900jährigen Bestehen St. Märgens[9]
- 2019 „Himmel auf Erden – St. Märgen im Barock“[10]
- 2023–24 „Gang zum Kuckuck“ – 300 Jahre Schwarzwälder Kuckucksuhr[11]
- 2025 „Zum Pirschgang“ – Uhrenmotive rund um Wild, Wald und Jagd[12]

## Ausgewählte Künstler und Kunstwerke
- Karl Biese (1863–1926), deutscher Landschaftsmaler, bekannt für seine Schwarzwaldmotive
- Hermann Dischler (1866–1935), deutscher Portrait- und Landschaftsmaler mit vielen Schwarzwaldmotiven
- Peter Dreher (1932–2020), deutscher Maler und Graphiker
- Anton Faller (1912–1944), deutscher Holzbildhauer
- Otto Faller (1910–1994), deutscher Holzbildhauer
- Else Engler (1875–1959), deutsche Porträt- und Landschaftsmalerin
- Matthias Faller (1707–1791), bedeutender süddeutscher Klosterbildhauer und Holzschnitzer im Übergang von Barock zu Rokoko
- Elisabeth Harbers (1862–1951), Landschaftsmalerin, bekannt für ihre Kunstpostkarten mit Motiven aus St. Märgen und Umgebung
- Karl Hauptmann (1880–1947), deutscher Landschaftsmaler mit vielen Schwarzwaldmotiven
- Egon Hummel (1899–1962), deutscher Holzbildhauer
- Roland Peter Litzenburger (1917–1987), deutscher Graphiker, Maler und Bildhauer
- Ruth Schaumann (1899–1975), deutsche Bildhauerin, Graphikerin, Malerin und Lyrikerin
- Ursula Schrumpf (1924–2018), deutsche Holzbildhauerin
- Gustav Traub (1885–1955), deutscher Graphiker und Maler
- Anny Maria Theresia Waldvogel-Kircheiss (1916–1992), deutsche Malerin
- Fritz Johannes Waldvogel (1916–2005), deutscher Maler